# Jump London
Jump London è un documentario realizzato da Channel 4 sul parkour e sul  free running, trasmesso nel settembre 2003. Ha avuto un seguito, intitolato Jump Britain, nel 2005.
Jump London insegue tre traceur francesi (Sébastien Foucan, Jerome Ben Aoues e Johann Vigroux) mentre praticano parkour sui tetti di stabili londinesi molti famosi: Royal Albert Hall, Shakespeare's Globe Theater, HMS Belfast e molti altri.